# Roodkraaggors
De roodkraaggors (Zonotrichia capensis) is een zangvogel uit de familie Emberizidae (gorzen).

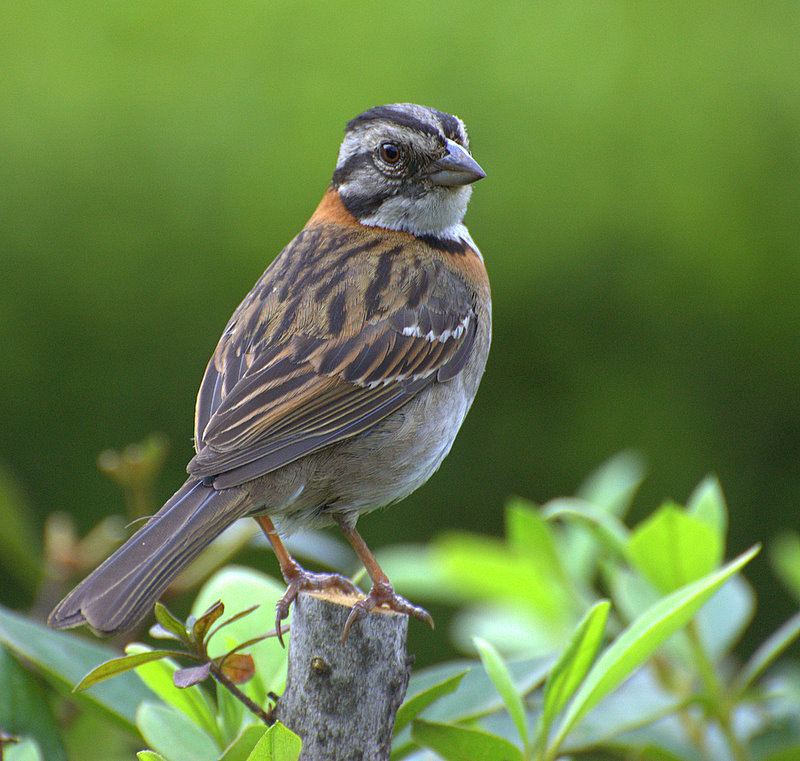
Roodkraaggors in een park in de stad São Paulo
(Zonotrichia capensis)

## Verspreiding en leefgebied
Deze soort telt 29 ondersoorten:
- Z. c. septentrionalis: van zuidelijk Mexico tot El Salvador en Honduras.
- Z. c. antillarum: Dominicaanse Republiek.
- Z. c. orestera: Cerro Campana  (centraal Panama).
- Z. c. costaricensis: van Costa Rica tot Colombia en Venezuela.
- Z. c. insularis: de Nederlandse Antillen.
- Z. c. venezuelae: noordelijk en centraal Venezuela.
- Z. c. inaccessibilis: Cerro de la Neblina (zuidelijk Venezuela).
- Z. c. perezchinchillorum: Cerro Marahuaca  (zuidelijk Venezuela).
- Z. c. roraimae: centraal Colombia, zuidelijk en oostelijk Venezuela, westelijk Guyana en noordelijk Brazilië.
- Z. c. macconnelli: Mount Roraima  (zuidoostelijk Venezuela).
- Z. c. capensis: noordoostelijk Frans-Guyana.
- Z. c. bonnetiana: zuidelijk Colombia.
- Z. c. tocantinsi: het oostelijke deel van Centraal-Brazilië bezuiden de Amazonerivier.
- Z. c. novaesi: Serra dos Carajás (oostelijk Brazilië).
- Z. c. matutina: van noordoostelijk en centraal Brazilië tot oostelijk Bolivia.
- Z. c. subtorquata: het zuidelijke deel van Centraal-en zuidoostelijk Brazilië, oostelijk Paraguay, noordoostelijk Argentinië en Uruguay.
- Z. c. illescasensis: Cerro Illescas (noordwestelijk Peru).
- Z. c. markli: laaglanden van noordwestelijk Peru.
- Z. c. huancabambae: noordelijk en centraal Peru.
- Z. c. peruviensis: westelijk Peru.
- Z. c. pulacayensis: van centraal Peru tot centraal Bolivia en noordwestelijk Argentinië.
- Z. c. carabayae: de oostelijke helling van de Andes van centraal Peru tot centraal Bolivia.
- Z. c. antofagastae: noordelijk Chili.
- Z. c. arenalensis: noordwestelijk Argentinië.
- Z. c. sanborni: de Andes van Chili en westelijk Argentinië.
- Z. c. hypoleuca: zuidelijk en oostelijk Bolivia en noordelijk Argentinië.
- Z. c. choraules: het westelijk deel van Centraal-Argentinië.
- Z. c. chilensis: centraal Chili en het zuidelijke deel van Centraal-Argentinië.
- Z. c. australis: zuidelijk Chili en zuidelijk Argentinië.